# Largo Winch
A Largo Winch egy belga képregénysorozat. Az első rész 1990-ben jelent meg, és az egyik legsikeresebb francia nyelvű képregénynek számít ma is. Készült belőle televíziós sorozat, videójáték és játékfilm is. Szerzői Jean Van Hamme író és Philippe Francq rajzoló. A Largo Winch egyenként 46 oldalas, színes albumokban jelenik meg, általában két album ad ki egy teljes történetet.

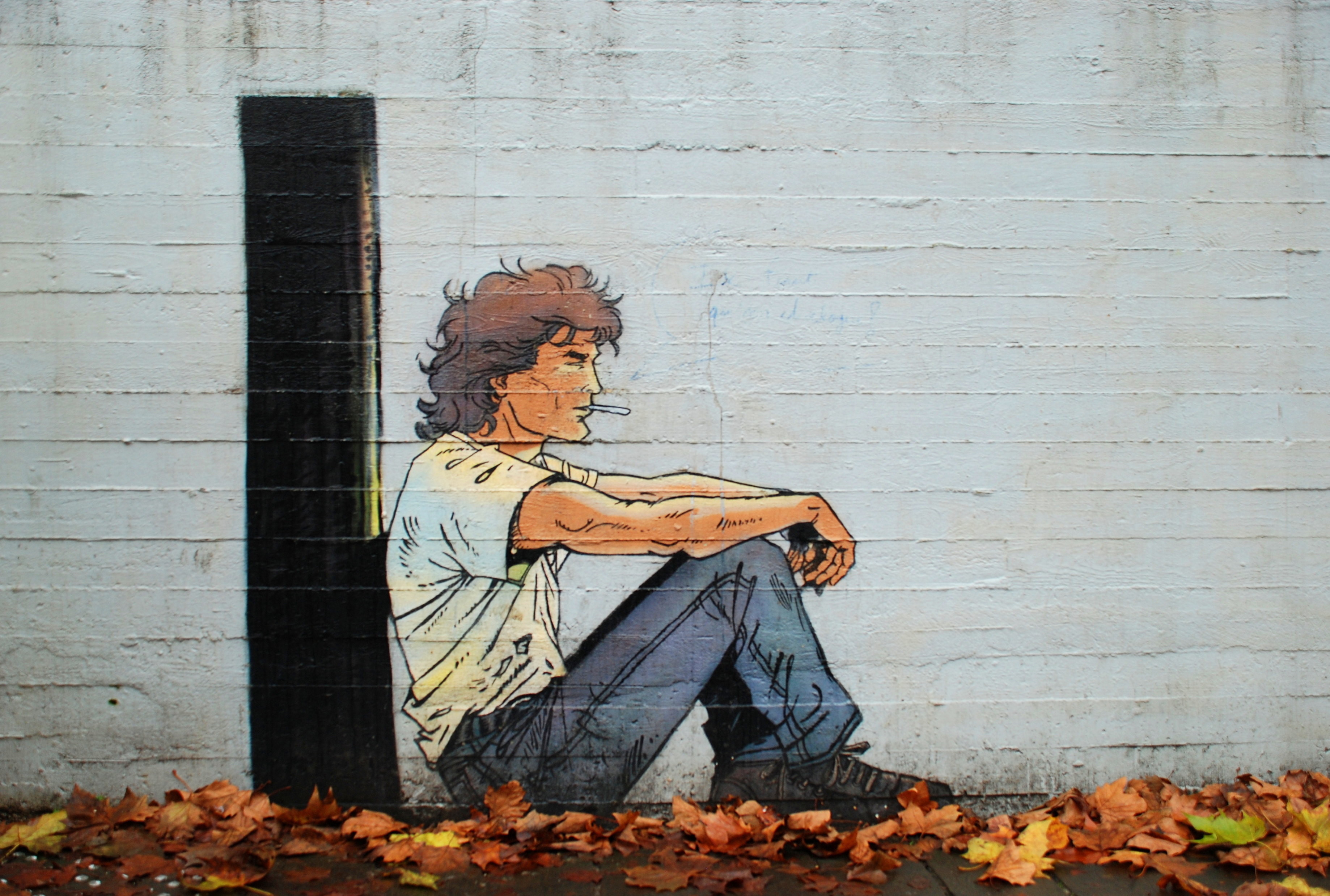
Largo Winch falfestménye a Place des Sciences téren Louvain-la-Neuve-ben (Belgium).

## Téma és szereplők
A sorozat főszereplője a 26 éves Largo Winch, született Largo Winczlav, aki arról értesül, hogy nevelőapja, Nerio Winch, a "W Konszern" néven ismert üzleti birodalom tulajdonosa gyilkosság áldozata lett. Largo egyik napról a másikra a világ egyik leggazdagabb emberévé válik, de már az örökség átvétele előtt számos akadályt kell leküzdenie.
A Largo Winch az üzleti élet kegyetlen világába kalauzolja el az olvasót, amelyben minden a pénz, a hatalom és a haszon körül forog. A "farmernadrágos milliárdosnak" számos súlyos döntést kell meghoznia, miközben minden áron meg akarja őrizni tisztességét.
Largót számos mellékszereplő veszi körül, köztük nevelőapja volt munkatársai, John D. Sullivan, Dwight E. Cochrane és sokan mások. Egy török börtönben ismerkedik meg svájci barátjával, Simon Ovronnazzal, aki osztozik veszélyes és kellemes kalandjaiban egyaránt.

## Adaptációk és fordítások
Van Hamme eredetileg regényként képzelte el a Largo Winch sorozatot, és hat kötet meg is jelent belőle 1977 és 1980 között. Ám időközben főállású képregényíróvá vált, és csak 1990-ben, amikor egy újabb sorozathoz keresett témát, nyúlt vissza a Largóhoz. A regényeknek csak egy részét dolgozta át képregénnyé, illetve a képregénykötetek nagy része teljesen új történeteket tartalmaz.
2001-ben az M6 közreműködésével televíziós sorozat készült a Largo Winch alapján, de szinte csak a szereplők nevét és néhány alapötletet tartottak meg belőle. Összesen 39, kb. 50 perces epizód készült el. A sorozatot "Largo Winch - Az igazságosztó" címen magyar csatornák is vetítették 2002-től kezdve. Largo szerepét Paolo Seganti játszotta benne.
2002-ben a Ubisoft "Largo Winch: Aller simple pour les Balkans" címen videójátékot készített a képregény figurái alapján (az angol verzió az "Empire Under Threat" címet kapta).
A Largo Winch játékfilmet Franciaországban 2008. december 17-én, itthon 2009. március 5-én mutatták be. A filmet Jérôme Salle rendezte, a címszereplő Tomer Sisley volt, a főbb szerepeket Kristin Scott Thomas, Miki Manojlovic és Mélanie Thierry játszotta. A DVD-verzió 2009 októberében jött ki Magyarországon. A második film 2011. februárra várható.
A Largo Winch-sorozat egyes részei megjelentek holland, angol, német, lengyel és svéd nyelven. Magyarul először csak az első részt közölte két folytatásban az X-07 magazin, 1995-ben. A teljes kötetek kiadását 2007-ben kezdte meg a Képes Kiadó.

## Eredeti kötetek
1. L'héritier (1990)
2. Le groupe W (1991)
3. O. P. A. (1992)
4. Business blues (1993)
5. H (1994)
6. Dutch connection (1995)
7. La forteresse de Makiling (1996)
8. L'heure du Tigre (1997)
9. Voir Venise… (1998)
10. …Et mourir (1999)
11. Golden Gate (2000)
12. Shadow (2002)
13. Le prix de l'argent (2004)
14. La loi du dollar (2005)
15. Les trois yeux des gardiens du Tao (2007)
16. La voie et la vertu (2008)
17. Mer noire (tervezett megjelenés: 2010 november)

## Magyar kiadás
1. Az örökös (Képes Kiadó 2007, fordította Göntér Krisztina)
2. A W konszern (Képes Kiadó 2007, fordította Göntér Krisztina)
3. Ellenséges felvásárlás (Képes Kiadó 2008, fordította Bayer Antal)
4. Business blues (Képes Kiadó 2010, fordította Bayer Antal)

## Külső hivatkozások
- A hivatalos Largo Winch honlap (francia nyelven)
- A Largo Winch-film blogja Archiválva 2008. szeptember 13-i dátummal a Wayback Machine-ben (francia nyelven)
- A Largo Winch-film az IMDB-n (angol nyelven)
- A tévésorozat az IMDB-n (angol nyelven)